# 全毛猕猴桃
全毛猕猴桃（学名：Actinidia holotricha）为猕猴桃科猕猴桃属的植物，是中国的特有植物。分布在中国大陆的云南、四川等地，生长于海拔1,400米的地区，一般生于山地疏林中，目前尚未由人工引种栽培。